# I primi minuti/Fumo negli occhi
I primi minuti/Fumo negli occhi è il 3° singolo della cantautrice Giusy Romeo, pubblicato, nel 1968, per la casa discografica Columbia.
È l'ultimo 45 giri sotto lo pseudonimo di Giusy Romeo, che segna l'inizio del primo periodo artistico giovanile di Giuni Russo.

## I primi minuti
I primi minuti è la canzone pubblicata sul lato a del singolo.
Il brano è una celebre reinterpretazione di I Say a Little Prayer, del 1967, di Dionne Warwick, spesso erroneamente citata come I Say a Little Prayer for You.
Il brano, insieme a Fumo negli occhi, non vennero mai inseriti in album.
Il testo fu scritto da Hal David, mentre la musica da Burt Bacharach. La traduzione dall'inglese all'italiano, fu affidata al paroliere italiano Giorgio Calabrese.

## Fumo negli occhi
Fumo negli occhi è la canzone pubblicata come lato b del singolo.
Il brano è una celebre reinterpretazione della versione originale di Smoke Gets in Your Eyes, del 1933, di Tamara Drasin, ma più conosciuta nella reinterpretazione Smoke Gets in Your Eyes, del 1958, dei The Platters.
Il testo fu scritto da Otto Harbach, mentre la musica da Jerome Kern. La traduzione dall'inglese all'italiano, fu affidata al paroliere italiano Mogol.

## Tracce
Lato A
1. I primi minuti – 3:05 (Bacharach-David - testo italiano di Giorgio Calabrese)

Lato B
1. Fumo negli occhi – 3:22 (Kern-Harbach - testo italiano di Mogol)

## Crediti
- Arrangiamenti: "Orchestra diretta da Enrico Intra"